# Pivdennoukraïns'k
Pivdennoukraïns'k (in ucraino Південноукраїнськ?; in russo Южноукраинск?, Južnoukrainsk) è una città ucraina (38 560 abitanti) nel distretto di Voznesens'k, nell'oblast' di Mykolaïv, in Ucraina. Ospita l'amministrazione della comunità territoriale di Južnoukraïns'k una delle comunità territoriali dell'Ucraina.
Fino al 18 luglio 2020 Južnoukraïns'k era classificata come città di rilevanza regionale e apparteneva al comune di Južnoukraïns'k, che non apparteneva ad alcun distretto. Nell'ambito della riforma amministrativa dell'Ucraina, che ha ridotto a quattro il numero dei distretti dell'oblast' di Mykolaïv, la città è stata fusa nel distretto di Voznesens'k.